# Monic Néron
Pour les articles homonymes, voir Monic et Néron (homonymie).
Monic Néron est une journaliste, animatrice et réalisatrice québécoise née le 19 juillet 1986 à La Malbaie (Québec).

## Biographie

### Radio
Monic Néron commence sa carrière radiophonique en 2003 à CIHO-FM, une station qui diffuse dans la région de Charlevoix.
En 2013, Monic Néron se fait connaître du grand public à titre de collaboratrice spécialisée en affaires judiciaires à l’émission de radio Puisqu'il faut se lever animée par Paul Arcand, au 98,5 FM. 
En juin 2017, Monic Néron témoigne à la Commission Chamberland, la commission d’enquête sur la protection de la confidentialité des sources journalistiques, mise sur pied en 2016 après que des enquêteurs aient obtenu les registres téléphoniques de plusieurs journalistes, dont les siens, ainsi que ceux d’Isabelle Richer, Marie-Maude Denis et Patrick Lagacé.
En 2021, Monic Néron devient l'une des nouvelles voix d'ICI Première; elle est à la barre de l'hebdomadaire Le genre humain. Dans cette émission, Monic Néron plonge dans les sujets qui marquent l'actualité en plaçant l'être humain au cœur de la discussion.

### Télévision et cinéma
En 2019, la journaliste est la tête d'affiche de la première série documentaire d'enquête québécoise, Le dernier soir,, dans laquelle elle revisite le double meurtre non-résolu de Diane Déry et Mario Corbeil, commis à Longueuil le 20 mai 1975.
Monic Néron co-anime la série documentaire Deuxième chance, avec Marina Orsini, sur ICI Radio-Canada Télé, ainsi que magazine de Télé-Québec L'avenir nous appartient.
Monic Néron est également collaboratrice à l'émission Dans les médias, animé par Marie-Louise Arsenault.

### Victimes
Les révélations de Monic Néron dans l’affaire Gilbert Rozon, conjointement avec Émilie Perreault et Ameli Pineda du journal Le Devoir, lui valent le prestigieux prix Judith-Jasmin catégorie Enquête lors de l'édition 2019 du gala des Grands Prix du journalisme du Québec. L’influence considérable de leur travail a également été soulignée par une mention d'honneur décernée par la prestigieuse Fondation des Prix Michener en 2018, l’équivalent canadien du prix Pulitzer aux États-Unis, soit la médaille d’or en journalisme d’intérêt public.
Dans la foulée des révélations du mouvement #Moiaussi, Monic Néron et Émilie Perreault réalisent et scénarisent le film documentaire La parfaite victime, traitant de l'inefficacité du système judiciaire québécois à l'égard des victimes de crimes à caractère sexuel. Le film est produit par Denise Robert.

## Vie privée
Le 15 août 2025, elle officialise, sur les réseaux sociaux, sa relation amoureuse avec le maire de la ville de Québec , Bruno Marchand.